# Mount Cameroon Football Club
O Mount Cameroon Football Club é um clube de futebol com sede em Buéa, Camarões. A equipe compete no Campeonato Camaronês de Futebol.

## História
O clube foi fundado em 1997.